# MERUMO
MERUMO（めるも、1999年7月14日 - ）は日本のモデル、タレント。広島県出身。

## 略歴
以前は広島市に所在するウエルストンプロモーションに所属。大学進学と共に上京する。2018年、桜美林大学に入学。
2021年7月、スペースクラフト内女子大生ユニット、キャンパスクイーン選抜メンバーに選ばれ「Merci Merci」としてアイドル活動を開始。non-noカワイイ選抜にて専属読者モデルを務める。
2017年9月23日放送の『マツコ会議』「女子高生トレンド中継 in 広島」に、カープ大好き女子高生として出演。当時広島東洋カープに所属していたエルドレッド選手と丸佳浩選手のファンだと話している。その後2021年9月25日放送の同番組「マツコを圧倒した女子高生のその後SP」に出演。大学の学園祭でスカウトされたことをきっかけにアイドルデビューしたことが紹介される。また、9月10日に行われた無観客配信イベント「Merci Merci 2nd Live」の模様の一部が放送された。イベント内でのランキングでは3位を獲得。
2022年3月をもってMerci Merciを卒業、スペースクラフトを退所し、フリーランスでモデルやタレント活動をしている。
2024年7月よりCancam it girlでも読者モデルとして活動中である。

## 人物
趣味は、料理、スキューバダイビング、映画鑑賞、歌舞伎鑑賞。特技は、料理、茶道、日本舞踊、バッティング、即興ミュージカル。

## 出演

### 映画
- 『夜明けの行灯』  - 梨沙子 役 (2017年)
  - TAMA映画祭NEW WAVE部門ベスト女優賞ノミネート[3]

### テレビドラマ
- 被爆70年特集ドラマ「赤レンガ」 (2015年9月11日中国地方、NHK広島放送局)※2015年12月16日、NHK BSプレミアム - 玉江 役
- 恋とか愛とか (仮)　
  - スピンオフSP2「崖っぷちな女」（2017年1月12日、広島ホームテレビ）- 裕子（高校時代）役[4]
  - episode27「アタックする女」(2017年9月7日 - 9月28日、広島ホームテレビ) - 主演 ユカコ 役[5]
- SUITS/スーツ2（2020年、フジテレビ）

### テレビ番組
※はインターネット配信
- マツコ会議 (2017年9月23日、2021年9月25日、日本テレビ)
- gee up sprout（2019年、イッツコム※）
- WELLSTONE CHANNEL　(2019年、広島ホームテレビ※)

### ラジオ番組
- 大窪シゲキの9ジラジ（2017年9月21日、広島エフエム放送）

### CM・広告
- 広テレ完全カープ主義（2016年）
- ひろしまさとやま未来博
- ブリヂストン×Seventeen コラボ自転車
- イズミ
- パナソニック 電動アシスト自転車
- アシックス　東京2020オリンピック・パラリンピック「TEAM REDプロジェクト」ポスター[6][7]（2021年）

### 雑誌
- non-no カワイイ選抜

　読者モデル
（2021〜2023）
- CanCam it girl

　読者モデル
（2024〜

### その他
- 東京学生映画祭 司会（2019年 - ）